# Kendereske
Kendereske (ukránul: Коноплівці falu Ukrajnában, Kárpátalján, a Munkácsi járásban.

## Fekvése
Munkácstól keletre, Kustánfalva mellett fekvő település.

## Története
A trianoni békeszerződés előtt Bereg vármegye Munkácsi járásához tartozott.
1910-ben 190 lakosából 56  német, 134 ruszin volt. Ebből 47 római katolikus, 134 görögkatolikus, 7 izraelita volt.